# グループ・てえぶら
有限会社グループ・てえぶらは、日本にかつて存在した芸能事務所。てえぶら、クラブてえぶら、グループてえぶら、グループてーぶらとの表記もある。所在地は東京都新宿区三幸町。東京タレントクラブを前身とする。

## 概要
1957年4月にテレビ・ラジオの出演者のグループとして東京タレントクラブが設立。それが発展することでグループてえぶらが設立。社名のてえぶらはテレビ・映画・舞台・ラジオの頭文字から取られた。1959年1月、太平洋テレビジョンに取り込まれ、同社の芸能部となる。

## 所属していたタレント
東京タレントクラブ時代も含む。

### 男性
- 落合義雄[5]
- 勝田久[10]
- 小林修[7]
- 椎原邦彦[5]
- 杉浦宏[9]
- 田口計[2][11]
- 武内文平[2][11]
- 太宰久雄[10]
- 館敬介[7]
- 坪井研二[2]
- 中村正[9]
- 原田一夫[7]
- 牟田悌三[12]（代表取締役[4]）
- 矢田稔[2]
- 若山弦蔵[2][11]

### 女性
- 小野敦子[3][11]
- 影万里江[3]
- 戸川暁子[13]